# آویانرگو
آویانرگو (انگلیسی: Aviaenergo) شرکت هواپیمایی روس است، که در سال ۱۹۹۲ تأسیس شد.